# LVS 18
LVS 18:1992, intitulé 8 bitu kodēto grafisko simbolu kopa lībiešu valodai (littéralement : jeu de caractères graphiques codé par 8 bits pour la langue live), est une norme lettone de codage de caractères publiée en 1992 par le Bureau de standardisation letton. Elle consiste en 191 caractères de l’alphabet latin, chacun d’entre eux étant codé par un octet (8 bits).